# Артас (Јужна Дакота)
Артас (Јужна Дакота) (енгл. Artas) град је у америчкој савезној држави Јужна Дакота.

## Демографија
По попису из 2010. године број становника је 9, што је 4 (-30,8%) становника мање него 2000. године.
| Група             | 2000.       | 2010.      |
| Белци             | 13 (100,0%) | 9 (100,0%) |
| Афроамериканци    | 0 (0,0%)    | 0 (0,0%)   |
| Азијати           | 0 (0,0%)    | 0 (0,0%)   |
| Хиспаноамериканци | 0 (0,0%)    | 0 (0,0%)   |
| Укупно            | 13          | 9          |